# Cozzano
Cozzano (in corso Cuzzà) è un comune francese di 273 abitanti al censimento 2009, situato nel dipartimento della Corsica del Sud nella regione della Corsica.

## Società

### Evoluzione demografica
Abitanti censiti